# Hey, Hey, Rise Up!
«Hey, Hey, Rise Up!» (en español «¡Oigan, oigan, a levantarse!»; llamada «Hey Hey Rise Up» en algunos lugares oficiales) es un sencillo del grupo británico Pink Floyd, programada para lanzarse el 8 de abril de 2022. Es la primera canción nueva grabada por la banda desde 1994.
El sencillo se grabó en marzo de 2022 por los miembros David Gilmour y Nick Mason, junto al bajista de giras Guy Pratt y el tecladista Nitin Sawhney. Incluye la voz del cantante ucraniano Andriy Khlyvnyuk del grupo Boombox, que grabó un himno de la era de la Primera Guerra Mundial, «Oh, el viburnum rojo en el prado» (en ucraniano: Ой у лузі червона калина) y lo publicó en Instagram. Gilmour —cuyo hijo está casado con una mujer ucraniana— vio la publicación de Instagram, y se inspiró en grabar algo en apoyo de Ucrania en la actual guerra ruso-ucraniana. El músico contactó con Mason, y sugirió grabar algo bajo el nombre de Pink Floyd.
El título de la canción es de la última línea de «Oh, el viburnum rojo en el prado»: «Oigan, oigan, a levantarse y regocijar». Un vídeo para la canción fue dirigido por Mat Whitecross. La portada del sencillo muestra un girasol, la flor nacional de Ucrania, en una pintura hecha por el artista cubano Yosan Leon.